# هوندا أكورد
هوندا أكورد (بالإنجليزية: Honda Accord)‏ هي إحدى الطرازات التي تنتجها شركة هوندا من عام 1976، وبيعت في معظم أنحاء في العالم. سيارة الأكورد كانت أول سيارة يابانية تصنع في الولايات المتحدة في 1982، وهي أيضاً تصنع في الصين. حققت الأكورد نجاح جدير بالاعتبار وخصوصاُ في الولايات المتحدة حيث كانت أكثر السيارات اليابانية مبيعاً هناك لمدة خمسة عشر عام تقريباً (1982-1997). العديد من الإحصائيات القديمة والجديدة أظهرت أن سيارة الأكورد تعد من أكثر السيارات التي يعتمد عليها في العالم. عبر السنين، عرضت شركة هوندا العديد من التصميمات المختلفة لسيارة الأكورد. وفي الجيل الحديث من هذه السيارة الذي أصدر في أمريكا الشمالية في 2008 اختارت هوندا تغيير التصميم وتزيد من حجم السيارة وتضيف التعديلات عليها. حيث ان اكورد الشكل السابق كانت جميلة لكن تواجه مشكلة في حجمها.

## مبدأ
اختارت شركة هوندا اسم «أكورد» الذي يعبر عن رغبة هوندا في الملائمة والتناغم بين الناس والسيارة. والتصميم المبدئي للسيارة قد عُدل ليصبح مقتصد في استهلاك الوقود وإصدار انبعاثاث غاز أقل، حيث أن السيارة أصدرت خلال أزمة وقود التي حدثت في 1970.

## هوندا أكورد 2015
تمت إعادة تصميم هوندا أكورد لعام 2015 ، حيث حصلت سيارة السيدان هوندا اكورد 2015 الجديدة على مجموعة من المزايا، وقدمت الشركة اليابانية سيارة هوندا اكورد 2015 كسيارة عائلية قوية ورائدة في مجال السلامة والتكنولوجيا والسعر، بعد أن باعت اكورد ما يزيد على 19 مليون نسخة حول العالم خلال أجيالها السابقة. خضعت هوندا اكورد 2015 إلى تحسينات جذرية بالمقارنة مع أكورد 2014، تضمنت على تصميم خارجي انسيابي ورياضي مع خطوط حادة محفورة بعمق وشبك أمامي جريء من الكروم ومصابيح LED نهارية ومصابيح LED للفرامل، ومن بين التحسينات الأساسية على اكورد 2015 حصولها من الخلف على مخرجين للعادم من الكروم مُضَمَّنين مع الصادم. وقامت الشركة اليابانية هوندا بتصميم هيكل سيارة اكورد 2015 وفق تقنية الهندسة المتوافقة 2 (ACE) المتطورة الذي يعزز حماية الركاب في حين يقلل من الأضرار التي تصيب السيارات الأخرى عند التصادم. وتمتلك اكورد عدداً من مزايا السلامة النشطة من هوندا مثل نظام المساعدة في ثبات السيارة (VSA) الذي يعزز التحكم بالثبات وخصوصاً في حالات السحب الضعيف بالإضافة إلى نظام الفرامل المانعة للانغلاق (ABS)، نظام التوزيع الإلكتروني لقوة الفرامل (EBD) والمساعدة في صعود المرتفعات.
واحتفظت هوندا أكورد 2015 بخيارات المحركات السابقة وهي محرك i-VTEC بحقن مباشر للوقود رباعي الاسطوانات سعة 2.4 لتر يولد قوة 185 حصان مع ناقل حركة جديد بتغيير متواصل (جير CVT) لتنطلق السيارة من صفر إلى 100 كم/س في 9.8 ثانية قبل الوصول إلى سرعة قصوى محددة إلكترونياً عند 208 كم/س، بالإضافة إلى محرك i-VTEC سعة 3.5 لتر يولد قوة 274 حصان مع ناقل حركة أوتوماتيكي من ست سرعات. وبفضل اتساعها من الداخل، توفر داخلية هوندا أكورد 2015 اتساعاً جيداً للأرجل في الخلف وللأكتاف في المقاعد الأمامية والخلفية، كما حرصت هوندا على فرش داخلية أكورد 2015 بمواد عالية الجودة كالجلد والخشب الطبيعي لتضفي على المركبة لمسة أنيقة، وتمنح الركاب راحة أكبر وخاصة عند السير لمسافات طويلة.
تتسع داخلية هوندا أكورد 2015 لـ5 افراد وتم فرش المقاعد بالجلد الفاخر، بينما يتوفر مقعد السائق بـ10 وضعيات، وجاءت عجلة القيادة متعددة الاغراض والاستخدامات كما يوجد شاشة عرض معلوماتي عند عدادات السيارة تعرض معلومات السيارة الميكانيكية، كما يوجد شاشة ملاحة بالأقمار الاصطناعية. حصلت كل طرازات هوندا أكورد 2015 على نظام عزل صوتي، بينما زوّدت داخلية أكورد 2015 بنظام i-MID كمواصفة أساسية (ستاندر)، مع شاشة قياس 8 إنش على لوحة العدادات لعرض معلومات السيارة ونظام الملاحة ولتشغيل الملفات الصوتية من الهاتف أو عبر منافذ USB بالإضافة إلى قرص صلب لتخزين المعلومات، وتحتوي كل نسخ هوندا أكورد 2015 على وسائد هوائية (ايرباج) أمامية وجانبية ونظام توزيع المكابح إلكترونياً مع نظام التحكم بتماسك العجلات، ومن مواصفات هوندا أكورد 2015 الإضافية هنالك حزمة كامل لتعديل الهيكل الخارجي، مع حواف أبواب مضيئة بمصابيح LED وخطوط كرومية من الخارج.
- هوندا أكورد نسخة XL :

تتضمن مواصفات هوندا أكورد 2015 نسخة XL (ستاندر) مع محرك 2.4 عجلة قيادة كهربائية مرنة (باور ستيرنج) ومرايا جانبية يتم التحكم بها بالكهرباء تحمل أضواء الالتفاف من نوع LED ، مع زجاج كهربائي وأضواء ضباب أمامية وأضواء خلفية من نوع ال أي دي، وإطارات (جنوط) قياس 16 إنش وفوهة عادم مزدوجة ونظام تكييف يدوي، بالإضافة إلى نظام صوتي من 6 سماعات ومشغل سي دي وام بي 3 و فرش قماشي.
وتشتمل مواصفات هوندا أكورد 2015 نسخة اكس ال (ستاندر) على نظام المكابح المانعة للانغلاق ABS و نظام تثبيت السرعة ونظام المحافظة على الثبات مع نظام مساعد لصعود التلال.
فيما تتوفر هوندا أكورد 2015 اكس ال في بعض الأسواق بفتحة سقف وإطارات من الألومنيوم قياس 17 إنش ولوحة تحكم تعمل باللمس.
- هوندا أكورد نسخة EX نص فل :

وتزيد مواصفات هوندا أكورد 2015 نسخة أي اكس مع محرك سعة 2.4 لترعلى المواصفات السابقة مع أضواء ضباب أمامية ومرايا جانبية تُطوى كهربائياً ونظام بلوتوث ونظام تكييف أوتوماتيكي ثنائي المناطق مع مقاعد جلدية ومقود مغطى بالجلد وستارة خلفية كهربائية وميزة الدخول والتشغيل بدون مفتاح ومرايا معتمة أوتوماتيكياً وحساسات ركن في الخلف ومقعد كهربائي للسائق .
كما يمكن طلب هوندا أكورد EX 2015 مع موصفات إضافية؛ مثل نظام ملاحة متطور وكاميرا الرجوع إلى الخلف وسبع سماعات للنظام الصوتي مع سماعة إضافية ومنافذ يو اس بي و AUX ومقعد كهربائي للراكب بجانب السائق .
- هوندا أكورد نسخة EX فل كامل :

نسخة هوندا أكورد أي اكس 2015 (مواصفات كاملة) فتتمتع بمحرك V6 الكبير مه جير مطور وعجلة قيادة خشبية وستائر تعتيم لزجاج الأبواب الخلفية، مع أضواء ال أي دي بالكامل وميزة جديد تسمى (LaneWatch) أو «مراقبة المسار» وتتضمن كاميرا تحت المرآة الجانبية اليمنى لتوفر إمكانية رؤية المنطقة العمياء على يميمن السيارة .
وعند اختيار حزمة سبورت يمكنك تطوير مواصفات هوندا أكورد 2015 ذات محرك 3.5 لتر بإضافة جنوط قياس 18 إنش، وبدالات يدوية صغيرة لتغيير السرعة خلف المقود ومقود جلدي .

## معرض صور

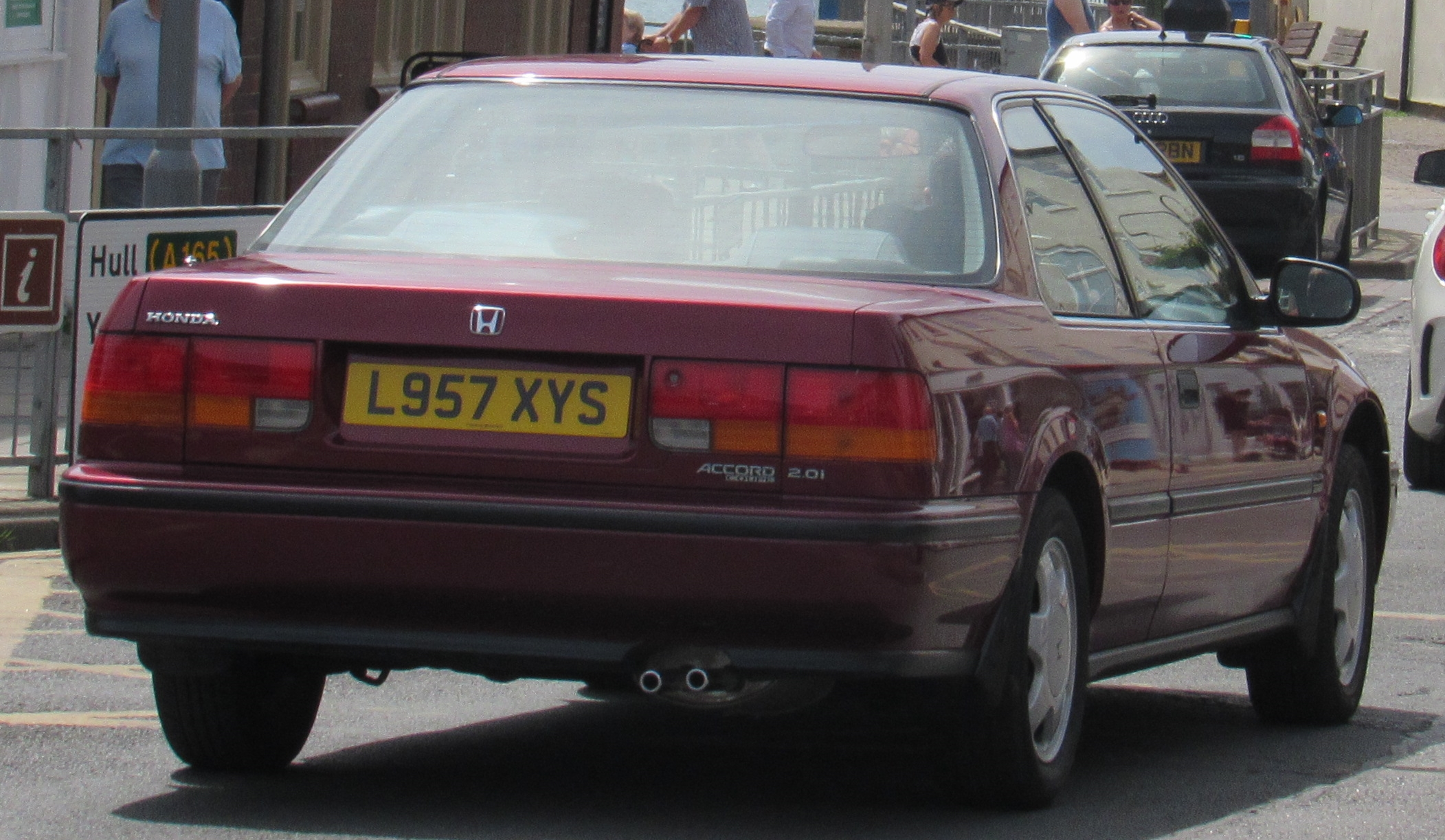
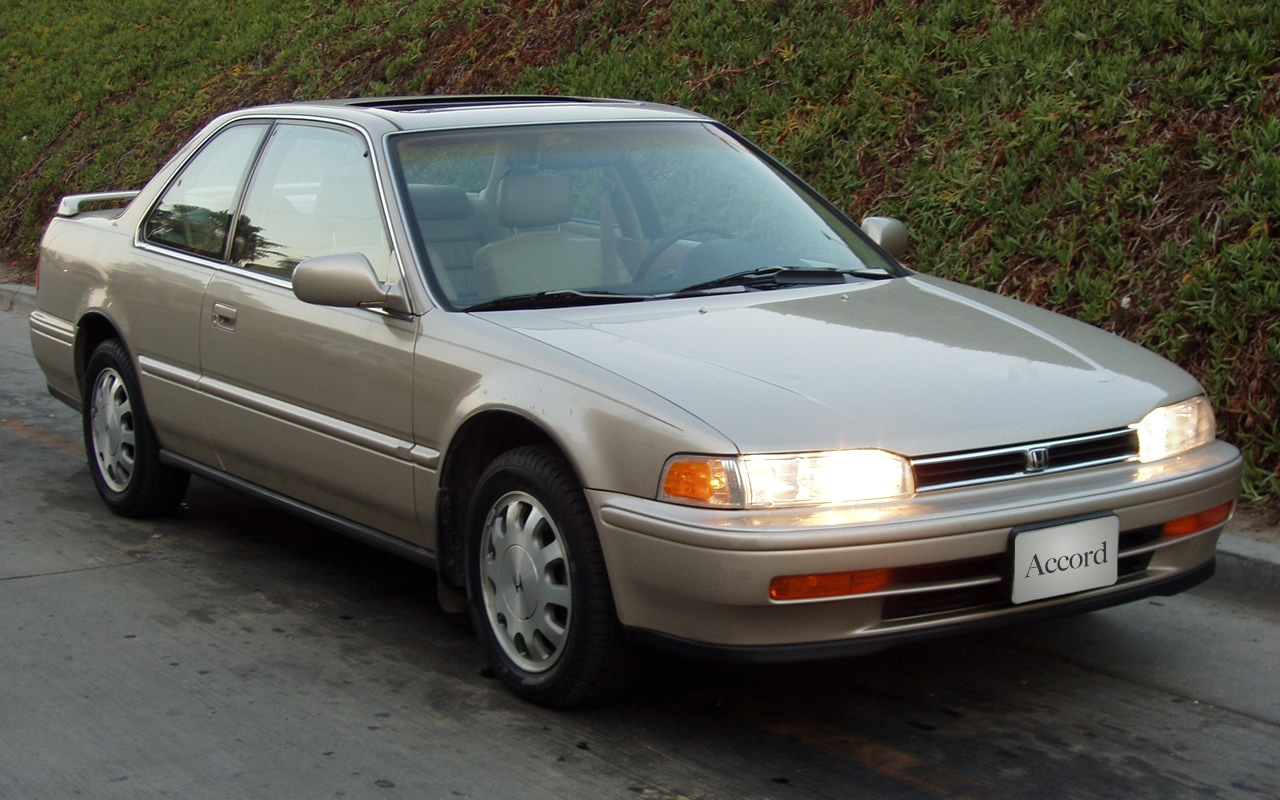
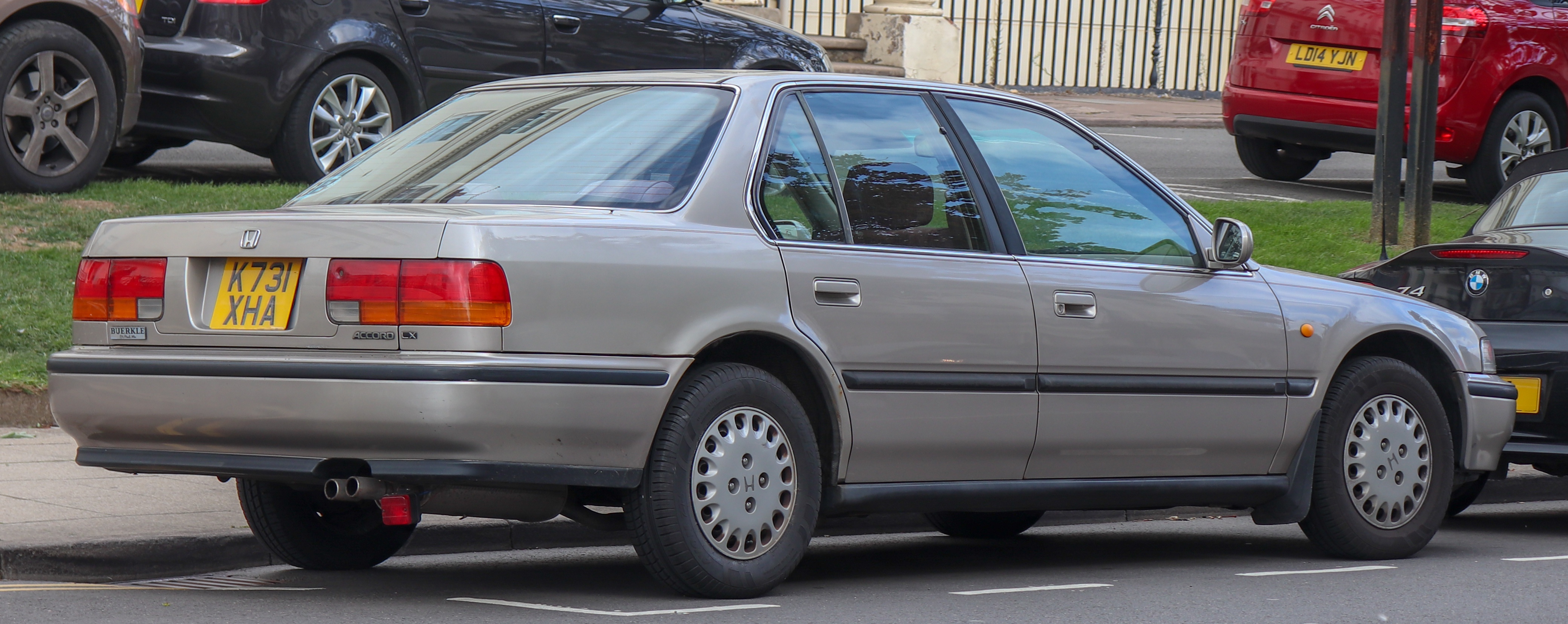
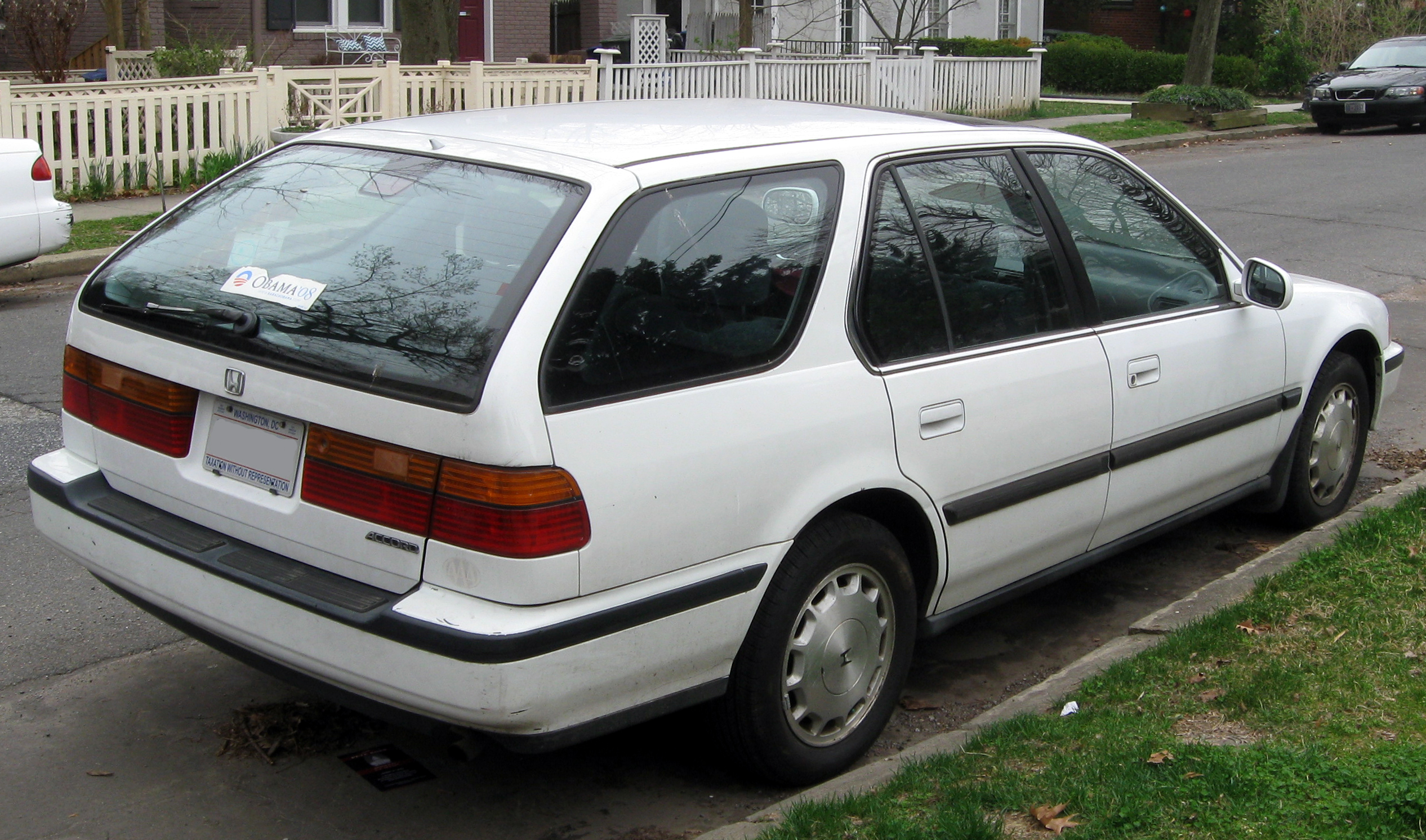